# Cult Special Edition
Cult Special Edition je studiové album finské kapely Apocalyptica. První CD toho alba bylo vydáno v roce 2000 pod názvem Cult.

## Seznam skladeb

### CD1
1. „Path“ - 3:05
2. „Struggle“ - 3:25
3. „Romance“ - 3:27
4. „Pray!“ - 4:22
5. „In Memoriam“ - 4:39
6. „Hyperventilation“ - 4:25
7. „Beyond Time“ - 3:57
8. „Hope“ - 3:24
9. „Kaamos“ - 4:41
10. „Coma“ (live) - 6:45
11. „Hall of the Mountain King“ (Edvard Grieg) - 3:27
12. „Until It Sleeps“ (Metallica) - 3:14
13. „Fight Fire With Fire“ (Metallica) - 3:25

### CD2
1. „Path Vol.II“ (feat. Sandra Nasić) - 3:23
2. „Hope Vol.II“ (feat. Matthias Sayer) - 4:01
3. „Harmageddon“ (live) - 5:01
4. „Nothing Else Matters“ (live) - 5:19
5. „Inquisition Symphony“ (live) - 5:10